# Khúc luyện số 11 opus 25 (Chopin)
Khúc luyện số 11 opus 25 thuộc khung La thứ, hay còn được biết đến với tên gọi Winter Wind (Đông Phong), là một bản độc tấu piano được sáng tác bởi nhà soạn nhạc người Ba Lan Frederic Chopin. Được sáng tác năm 1836 và được xuất bản lần đầu cùng với các bản Khúc luyện khác trong Opus 25 của ông năm 1837 tại Pháp, Đức và Anh. Các ấn bản tiếng Pháp đầu tiên đã chỉ ra thời lượng trung bình để chơi hết bản nhạc, mất khoảng 3 phút rưỡi đến 4 phút. Bốn thanh đầu tiên đặc trưng cho giai điệu của cả bản nhạc chính là lời gợi ý của Charles Hoffman, một người bạn thân của Chopin. Đòi hỏi cao ở kĩ thuật chạy ngón, đây cũng được coi là một trong những bản etude khó nhất của Chopin

## Cấu trúc
Cũng giống như một số bản etude khác của Chopin, Winter Wind được xây dựng trên nền tảng cung La thứ, có tốc độ chạy ngón liên tục, gần như toàn bộ bản nhạc và không có quãng nghỉ hay kìm lại (chỉ trừ 4 nét nhạc dạo đầu). Việc chạy ngón liên tục có khoảng cách giữa các nốt với tốc độ cao chủ yếu được thực hiện bởi tay phải, còn tay trái thực hiện nhấn nhiều hợp âm, đôi khi vai trò của hai tay được đổi cho nhau, đòi hỏi người đánh phải phối hợp uyển chuyển hai tay. Chính những điều đó mà nhiều chuyên gia nhận định bản nhạc này tương đối phức tạp chứ không phải là "khúc luyện" đơn thuần.

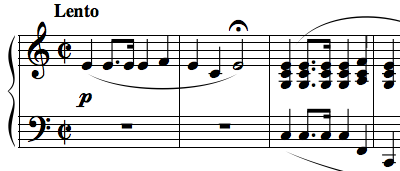
3 nét nhạc đầu của 'Winter Wind'

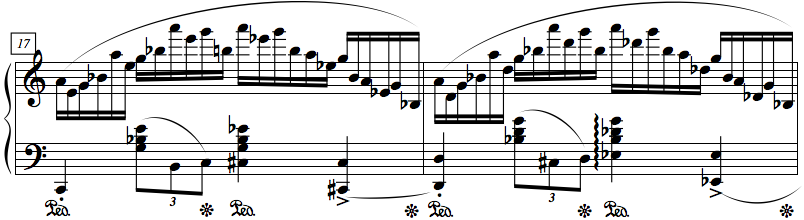
Những khúc chạy ngón phức tạp tạo nên đặc trưng của bản nhạc

## Đến với công chúng hiện đại
Bản nhạc này đã được thu âm hay biểu diễn bởi những nghệ sĩ dương cầm nổi tiếng như:
- Maurizio Pollini
- Đặng Thái Sơn
- Yundi Li
- Valentina Lisitsa
- Lazar Berman
- Sviatoslav Richter
- Idil Biret
- Wilhelm Backhaus
- Arthur Rubinstein
- Vladimir Ashkenazy
- Rafał Blechacz
- Yulianna Avdeeva
- Evgeny Kissin